# 두끼
두끼 떡볶이는 대한민국의 레스토랑 체인이다. 떡볶이를 무한으로 먹을 수 있다. 대만, 싱가포르, 태국, 베트남, 말레이시아, 인도네시아, 필리핀, 미국, 오스트레일리아에도 지점이 있다.